# Епос про Гільгамеша
«Е́пос про Гільгаме́ша», або поема «Про того, хто бачив усе» (аккад. ša nagba imuru) — один із найдавніших літературних творів людства, найбільший твір, написаний клинописом, один із найкращих творів літератури Стародавнього Сходу. «Епос» створювався аккадською мовою на основі шумерських оповідей упродовж півтори тисячі років, починаючи з XVIII—XVII століть до н. е. Його найповнішу версію віднайшли в середині XIX століття під час розкопок клинописної бібліотеки царя Ашшурбаніпала в Ніневії. Вона була записана на 12 шестиколонних табличках дрібним клинописом, містила близько 3 тисяч віршів і датувалась VII століттям до н. е. Також у XX столітті були віднайдені фрагменти інших версій епосу, зокрема хуритською і хетською мовами.
Головними героями епосу є Гільгамеш і Енкіду, про яких також дійшли окремі пісні шумерською мовою, деякі з них були створені ще наприкінці першої половини III тисячоліття до н. е. У героїв був один єдиний противник — Хумбаба (Хувава), що охороняв священні кедри. За їхніми подвигами слідкують боги, які в шумерських піснях мають шумерські імена, а в епосі про Гільгамеша — аккадські. Однак у шумерських піснях відсутній зв'язковий стержень, знайдений аккадським поетом. Сила характеру аккадського Гільгамеша, величність його душі — не в зовнішніх проявах, а в стосунках із Енкіду. «Епос про Гільгамеша» — це гімн дружбі, яка не лише сприяє подоланню зовнішніх перешкод, але й перетворює, ушляхетнює.
Також в епосі знайшли відбиття багато тогочасних філософських поглядів на довколишній світ (елементи космогонії, історія про «Всесвітній потоп» в пізнішій редакції), етика, місце та доля людини (пошуки безсмертя). У багатьох аспектах «Епос про Гільгамеша» порівнюють з творами Гомера — «Іліадою», від якої він є старший у тисячу років, і «Одіссеєю».

## Історія знайдення «Епосу»
У 1849 британський археолог Остін Генрі Лаярд унаслідок розкопок виявив ассирійське місто Ніневію. Під час пізніших розкопок знайдено клинописну книгозбірню царя Ашшурбаніпала. Клинописні таблички з цієї бібліотеки помічник Лаярда, Ормузд Рассам, який у 1852 розкопав другу частину книгозбірні, передав до Британського музею.
Згодом дослідженнями знайдених табличок займався талановитий самоучка, асистент єгипетсько-ассирійського відділу музею Джордж Сміт. 3 грудня 1872 року він виступив із доповіддю в «Товаристві біблійної археології». У доповіді він заявив, що виявив міф про потоп, який збігається з викладеним у Біблії. Це повідомлення спричинило сенсацію. Багато хто розцінив відкриття Сміта як зазіхання на авторитет Святого Письма — хтось з радістю, хтось з обуренням. Ті, хто не хотіли вірити почутому, хапалися за будь-які протиріччя в повідомленні дослідника. Газета «Дейлі телеґраф» навіть пообіцяла 1000 фунтів тому, хто знайде відповідні фрагменти оповіді. Джордж Сміт скористався цим і попрямував до Месопотамії.
Продовжуючи розшифрування табличок, Сміт виявив, що повідомлення про потоп є частиною якоїсь великої поеми, що її вавилоняни називали «Оповідями про Гільгамеша». За твердженнями писарів, «Оповіді» складались із 12 пісень, кожна з яких містила близько 300 рядків. Незабаром він зрозумів, що бракує частини розповіді, позаяк відсутні декілька табличок. Унаслідок організованої ним 1873 року експедиції вдалось знайти 384 таблички, серед яких опинилась і відсутня частина «Епосу».
На початку та в середині XX століття було знайдено низку інших табличок, що містили фрагменти «Епосу» різними мовами.
2015 року знаменитий епос розширився ще на 20 нових рядків. Це відбулось після того як працівники музею історії Іраку купили в контрабандиста, що не підозрював про їхній істинний зміст, декілька десятків глиняних табличок. Як виявилось згодом, на одній з табличок було зафіксовано невідомий до того часу фрагмент епосу.

## Опис «Епосу»

### Ранні оповіді про Гільгамеша
«Епос про Гільгамеша» створювався впродовж півтори тисячі років. До нашого часу дійшли клинописні таблички, в яких пісні про Гільгамеша, що були частиною «Епосу», записані чотирма мовами Стародавнього Сходу — шумерською, аккадською, хуритською і хетською. Найстаріші з текстів написані шумерською мовою. При тім найважливішою вважається аккадськомовна версія, що була великим художнім досягненням.
С. Ленґдон у 1932 році в праці «Шумерський епос про Гільгамеша» висловив припущення про існування шумерського епосу про Гільгамеша. С. Крамер також вважав, що всі шумерські пісні були об'єднані між собою. Однак І. М. Дьяконов припускав, що кожна пісня про Гільгамеша є самостійним твором.
Шумерські оповіді про Гільгамеша, що збереглися, не об'єднані в якусь групу творів. Усього їх збереглося дев'ять, і всі вони належать до категорії епічних пам'яток. Три оповіді відомі лише за переказами, решта шість збереглись і були видані.
Ранні оповіді належать до так званого Ніппурського канону, який був частиною аккадо-шумерського епосу. Первинно їхні протографи, ймовірно, вважались частиною циклу, що оповідав про правителів міста Урук із Першої династії Урука. Окрім епосу про Гільгамеша, який був п'ятим правителем Урука, до нашого часу дійшли оповіді про Енмеркара, другого правителя Урука, і Лугальбанду, четвертого правителя та батька Гільгамеша.
Аккадо-шумерські оповіді, пов'язані з Гільгамешем, збереглись у списках, датованих початком II тисячоліття до н. е. (близько XVIII століття до н. е.). Однак на основі численних описок і неточностей писарів, а також на основі характеру мови, що виглядала архаїчною для того часу, дослідники вважають, що поему було створено значно раніше. Зважаючи на те, що поему, схоже на все, було створено до встановлення царями Ура єдинства божественного пантеону, а також на основі даних про розповсюдження аккадської мови на півдні Месопотамії, створення поеми зараховують до XXIII—XXI століть до н. е.
Станом на тепер відомі такі оповіді:
- Гільгамеш і Агга[ru] — оповідає про конфлікт Акки, царя Кіша з Гільгамешем. На відміну від інших творів про Гільгамеша, цар не наділяється чаклунсько-казковими рисами. Цю поему не було включено до «Епосу про Гільгамеша»[11][13][14].
- Гільгамеш і Гора Безсмертного[ru] (Гільгамеш і Країна живих, Гільгамеш і Гора живих, Гільгамеш і Хувава) — оповідає про похід Гільгамеша і Енкіду до велетня Хуваве (Хумбабу), щоб захопити священні кедри, які той охороняв[11][14]. Табличка, знайдена в 2015 році, уточнює, що Енкіду та Хуваве були друзями, а Гільгамеш картає себе за знищення кедрів[8].
- Гільгамеш і Небесний Бик[ru] — описуються кохання до Гільгамеша богині Іннін (Іштар), пропозицію кохатися з якою він відкинув, і битва Гільгамеша та його друга Енкіду з небесним биком, посланим розгніваною богинею. Кінець поеми не зберігся[11][14].
- Гільгамеш та Підземний світ (Гільгамеш, Енкіду і підземне царство, Гільгамеш і верба) — оповідає про те, як Гільгамеш за проханням богині Іннін вигнав із верби осілих там левоголового орла та ліліт, після чого зробив для богині з дерева крісло та ложе, а для себе — барабан і паличку (за новішим тлумаченням — дерев'яні м'яч і биту для гри[15]). Відтак барабан провалився в підземний світ, а посланий за ним раб Енкіду не зміг повернутись, оскільки порушив декілька заборон. Лише після прохання Гільгамеша боги дозволили йому поспілкуватись із духом Енкіду[11][14].
- Смерть Гільгамеша[ru] — описує, як Гільгамеш шукає безсмертя, але дізнається, що воно недосяжне, тому увіковічнює свої справи. Поема збереглась лише у фрагментах[14].
- Потоп — містить розповідь про створення людини, виникнення царської влади, потоп, а також про те, як цар Зіусудра врятувався від потопу, побудував корабель, і став безсмертним. Кінець таблички було зруйновано[16].

Ніхто вже не пам'ятав про Гільгамеша, як про історичну особу, коли створювались ці оповіді. Написані в жанрі епічної поеми, вони є примітивними за змістом і архаїчні за формою, чим сильно відрізняються від аккадської поеми про Гільгамеша, яку було створено ненабагато пізніше.

### Створення «Епосу»

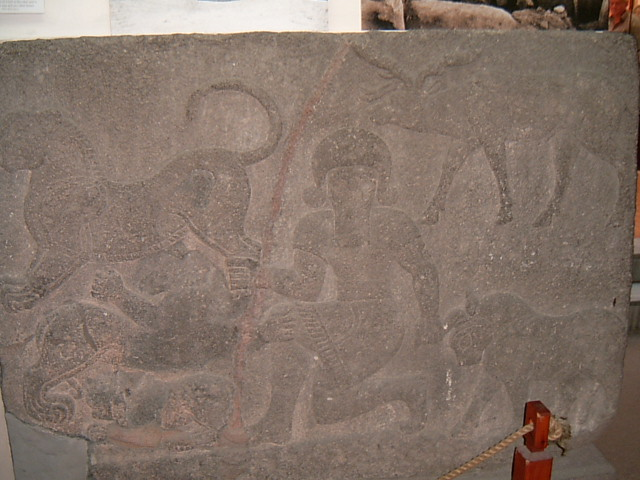
Рельєф із зображенням Гільгамеша.Музей анатолійських цивілізацій, Анкара, Туреччина

На думку деяких дослідників «Епосу», перші пісні про Гільгамеша були створені ще наприкінці першої половини III тисячоліття до н. е. Перші таблички, що дійшли до нашого часу, були створені 800 роками пізніше. Приблизно до того ж часу зараховують і створення аккадської версії поеми, яка, ймовірно, остаточно склалась в останній третині III тисячоліття до н. е. У другому тисячолітті до н. е. в Ханаані (Палестині) і Малій Азії була створена друга версія аккадської поеми — «периферійна». До того ж часу зараховують і переклад «Епосу» хуритською і хетською мовами. Від кінця другого тисячоліття і до VII—VI століть до н. е. був створений остаточний варіант «Епосу» — «ніневійський», якого і було знайдено в бібліотеці Ашшурбаніпала.
В основу «Епосу» були покладені як міфологічні мотиви, засновані на релігійних віруваннях шумерів, так і історичні легенди. Гільгамеш був історичною особистістю — лугалем шумерського міста Урука близько 2800—2700 років до н. е. Його ім'я, яке шумерською мовою умовно передається як «Більгамес» (Bil-ga-mes), згадується в шумерській табличці зі списком шумерських правителів, датованої початком II тисячоліттям до н. е. Однак доволі рано Гільгамеш став обожнюватись. З XVIII століття до н. е. його ім'я у формі «Більгемес» або «Більгамес» згадується серед шумерських божеств. Довкола нього виникли численні легенди, в яких він представляється божественним героєм, сином богині Нінсун і героя Лугальбанди (за іншою версією — духа «лілу́»). Пізніше ім'я Гільгамеша стало дуже популярним у Вавилонії, Хетському царстві й Ассирії, з ним пов'язувався образ героя, що бореться зі звірями, його супутником був герой напівбик-напівлюдина. Пізніше вважалось, що Гільгамеш — божество, що захищає людей від демонів, суддя замогильного світу. Його зображення уміщали біля входу в будинок, оскільки вважалось, що таким чином житло захищалось від злих духів. У той же час в офіційному культі Гільгамеш якоїсь особливої ролі не відігравав.

### Сюжет

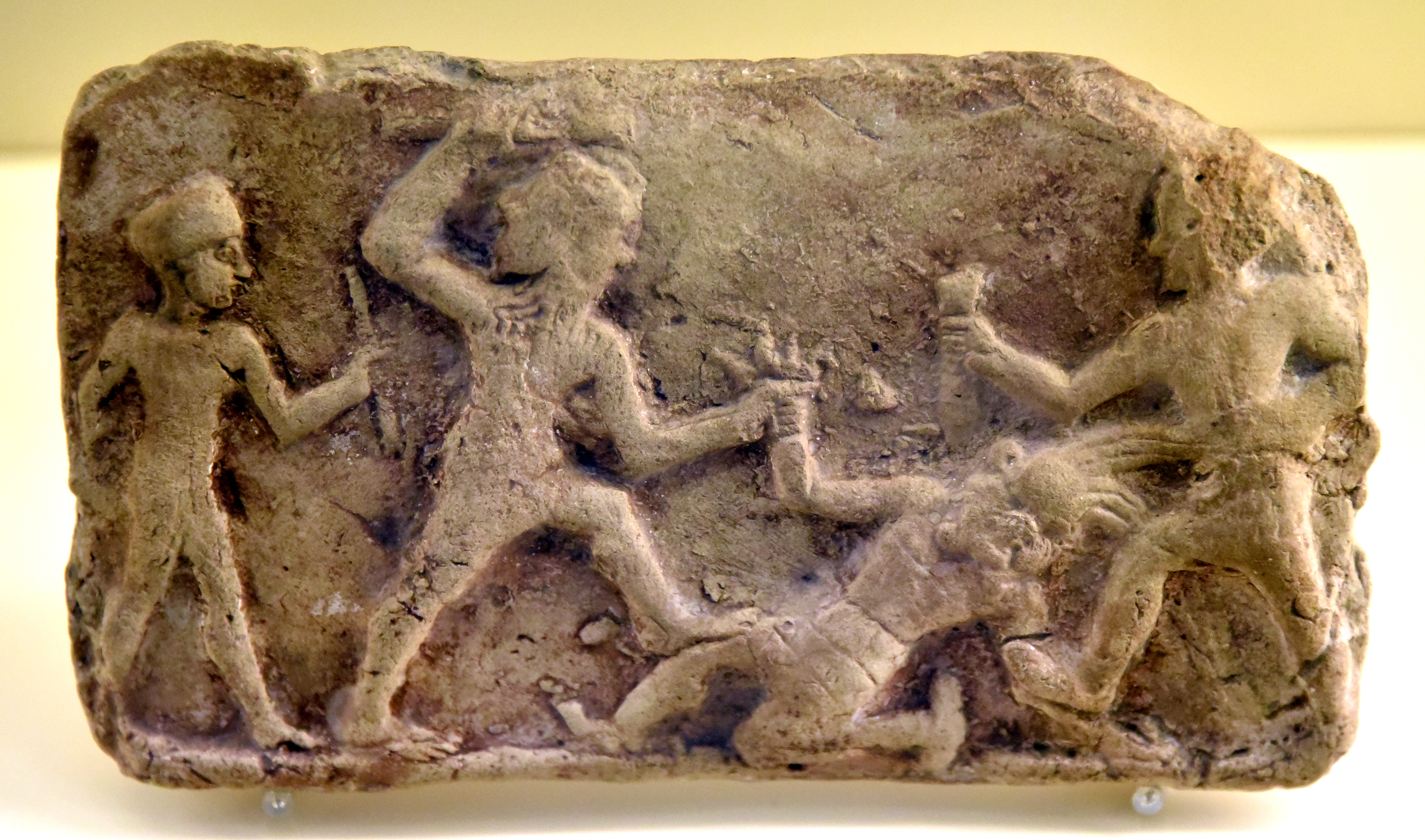
Гальгамеш та Енкіду перемагають Хумбабу

Головними героями «Епосу» є напівбог Гільгамеш — могутній воїн, цар Урука, а також Енкіду — дикий чоловік, якого богиня Аруру створила з глини. Богиня створила Енкіду у відповідь на прохання жителів Урука, незадоволених їхнім правителем — Гільгамешем, якого вони звинувачують у тому, що той загордився, його свавіллю не має міри. Енкіду повинен поставити на місце Гільгамеша, а можливо, і перемогти його.
Енкіду з цивілізованим життям не знайомий, живе в степу серед диких тварин і не підозрює про те, для чого він створений. При цьому в Гільгамеша виникають видіння, з яких він розуміє, що йому судилося знайти друга.
Одного разу до Урука приходить звістка про те, що в степу з'явився якийсь могутній чоловік, який, захищаючи тварин, не дає полювати. Гільгамеш вирішує послати до нього блудницю Шамхат, вважаючи, що це змусить звірів відвернутися від Енкіду. Своєї цілі він досягає — Енкіду спокушається виглядом оголеної Шамхат, після чого вона забирає Енкіду з собою до міста, де він прилучається до цивілізації: вперше пробує хліб і сікеру, починає носити одяг і користуватися зброєю.
У місті Енкіду зустрічається з Гільгамешем. Між ними відбувається поєдинок, але перемогти нікому з них не вдається. Після цього вони стають друзями і удвох починають здійснювати подвиги. Вони вирішують піти по священне кедрове дерево, але кедри охороняє жорстокий Хумбаба. Гільгамеш намагається ворожбою дізнатися від бога Шамаша чи вдасться перемогти Хумбабу, проте не отримує ясної відповіді. Герой обіцяє в разі перемоги прославляти Шамаша. Разом з Енкіду він спиняється у цариці Нінсун, де обоє відпочивають перед зустріччю з Хумбабою. Згодом Гільгамеш бачить низку снів, кожен тривожніший за попередній. Але Енкіду підбадьорює його, тлумачачи останній сон як пророцтво перемоги. Об'єднавши зусилля, обоє борються з Хумбабою, проте він надто сильний. Тоді Шамаш шле на Хумбабу вітри, той здається і обіцяє служити Гільгамешу. Герой не вірить обіцянці та вбиває Хумбабу.
Згодом суперником Гільгамеша та Енкіду стає почварний бик, створений богом Ану для богині Іштар, розгніваної на Гільгамеша за його відмову стати її коханцем. Гільгамеш нехтує Іштар, бо вона підступна та ненадійна. Бик наближається до Уруку, вбиваючи його захисників. Гільгамеш з Енкіду вбивають бика, а його серце приносять у жертву Шамашу. Вбивство Хумбаби та бика спричиняє гнів богів, який спадає на Енкіду. Жаліючись на несправедливе покарання, Енкіду проклинає Шамхат за те, що вона привела його в місто. Шамаш заступається за Шамхат і пророкує горе Гільгамешу. За дванадцять днів Енкіду слабне й помирає. Смерть Енкіду вразила Гільгамеша, від горя він тікає до пустелі, тужить за другом, його відчай безмірний. Гільгамеш вперше розуміє, що він смертний, і усвідомлює, що смерть — це доля всіх людей.
Унаслідок своїх блукань Гільгамеш опиняється на острові блаженних, де проживає Утнапіштім — чоловік, який єдиний з усіх став безсмертним. Гільгамеш хоче зрозуміти як це вдалось Утнапіштіму, той розповідає про історію всесвітнього потопу. З його слів стає відомо як боги необачно спричинили потоп, але Утнапіштім з родиною врятувався, збудувавши особливий корабель за порадою бога Еа. Оскільки Утнапіштім лишився тоді єдиним, хто міг принести жертви богам, ті в подяку подарували йому безсмертя. Закінчивши розповідь про минуле, Утнапіштім каже Гільгамешу, що заради нього вдруге рада богів збиратись не стане. Він проте пропонує Гільгамешу випробування: не спати сім днів і ночей. Гільгамеш засинає, а дружина Утнапіштіма щодня пече хлібину. Побачивши після пробудження сім хлібин, герой усвідомлює, що недостойний безсмертя.
Дружина Утнапіштіма, що пожаліла героя, вмовляє чоловіка зробити йому на прощання подарунок. Гільгамеш здобуває знання про квітку вічної молодості, яку дуже важко знайти. Йому вдається розшукати її під водою, але не скуштувати квітку: стомлений Гільгамеш дорогою в Урук зупиняється скупатися, а змія з'їдає полишену на березі квітку, скидає шкіру і стає молодою.
Після того, що трапилося, герой повертається до Урука, де пропонує своєму візникові Уршанабі прогулятися з ним стінами міста, які були побудовані самим Гільгамешем. Гільгамеш показує стіни і висловлює надію, що нащадки пам'ятатимуть про його діяння.
XII пісня має набагато раніше походження (приблизно XXVIII століття до н. е.), була механічно додана до «Епосу» і є дослівним перекладом на аккадську мову четвертої частини шумерської поеми «Гільгамеш і Підземний світ». Вона оповідає про те, як Енкіду вирішує спуститися до підземного світу, щоб повернути барабан Гільгамеша, але при цьому порушує магічні заборони і не може повернутися назад. Гільгамеш звертається з проханням до богів, і, як наслідок, йому було дозволено поспілкуватися з духом Енкіду, що розказує, якою безрадісною є доля мертвих. Ця частина, попри те, що вона не пов'язана з попереднім сюжетом, дала змогу підкреслити думку про те, що смерті нікому уникнути не вдасться.

### Структура та варіанти «Епосу»

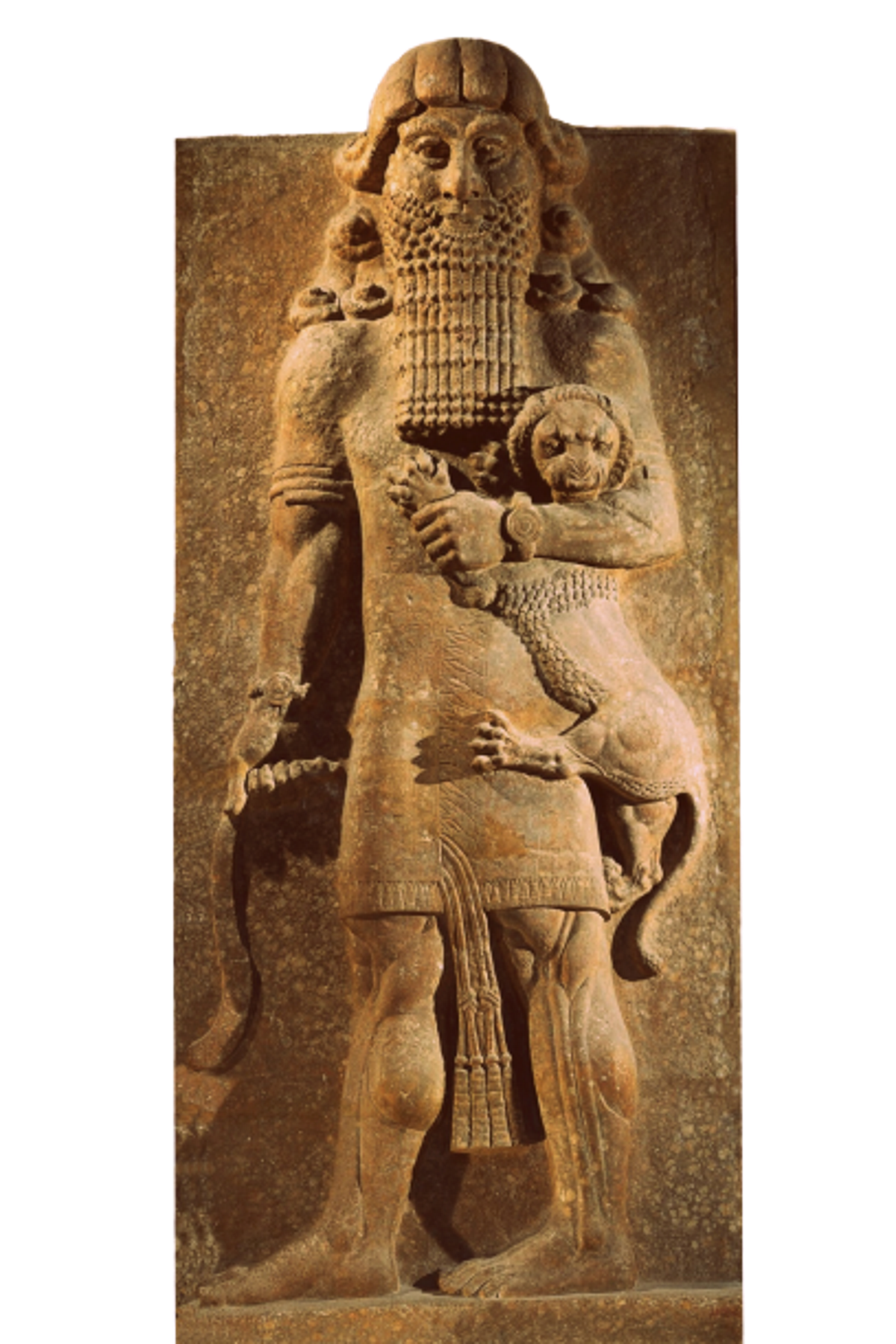
Барельєф Гільгамеша з левом

#### «Старовавилонська» версія
До нашого часу дійшли 3 різних варіанти «Епосу про Гільгамеша» аккадською мовою. Найстарішим із них є так звана «старовавилонська» версія. Вона збереглась у 6 уривках на табличках, датованих XVIII—XVII століттями до н. е.
- Пенсільванська таблиця. Відповідає I і II пісням із пізнішої версії «Епосу». Опублікована Стівеном Ленґдоном.
- Єльська таблиця. Відповідає II і III пісням із пізнішої версії «Епосу». Можливо, вона належить до того ж списку, що і «Пенсільванська таблиця». Опублікована, Моррісом Ястровим[en] і Альбертом Клеєм[en].
- Перший фрагмент із Телль-Хармаля. Відповідає IV пісні із пізнішої версії «Епосу». Опублікована Ван Дейком.
- Другий фрагмент із Телль-Хармаля.
- Таблиця Бавера. Відповідає V пісні з пізнішої версії «Епосу».
- Таблиця Мейснера. Відповідає X (і, можливо, VIII) пісні з пізнішої версії «Епосу».

Дані таблички не посилаються на одне і те ж місце «Епосу», через що немає повної впевненості в тому, що вони відповідають одному і тому ж списку «Епосу». Однак при цьому в них є схожість стилю та мови. Почерк у всіх табличках побіжний і погано розбирається, їхня мова важка для розуміння. Окрім цього, більшість із табличок погано збереглись — лише від «Пенсільванської таблиці» залишилося 4/5 тексту. Окрім цього, лише «Пенсільванська», «Єльська таблиці», а також «Таблиця Мейснера» містять текст, який є в пізнішій версії. Решта тексту в пізнішій версії не збереглась.

#### «Периферійна» версія
Ця версія поеми дійшла до нашого часу на невеликому фрагменті, який було знайдено на розкопках у городищі Богазкале, що було свого часу столицею Хетського царства. Цей фрагмент містить декілька пісень, що відповідають VI і VII пісням пізнішої версії «Епосу», однак вони викладені коротше. Також був знайдений інший фрагмент на місці стародавнього міста Мегіддо в Ерец-Ісраель, який відповідає VII пісні пізнішої версії «Епосу». Обидва фрагменти датують XV—XIV століттями до н. е.
До «периферійної» версії також зараховують хетський і хуритський переклади «Епосу». Від них до нашого часу дійшло декілька фрагментів, що відповідають I, V і X пісням пізнішої версії «Епосу». Ці фрагменти датовані XIV століттям до н. е.

#### «Ніневійська» версія
Дана версія одержала свою назву за місцем знайдення. Інколи її також називають «ассирійською». Для даної версії дослідники виділяють 4 групи списків.
- Фрагменти, знайдені під час розкопок міста Ашшура. Вони містять добре збережений текст VI пісні. Ці фрагменти датовані XIII—століттями до н. е.
- Більше сотні фрагментів, знайдених під час розкопок бібліотеки Ашшурбаніпала в Ніневії. Вони містять фрагменти всіх пісень, при чому тексти пісень I, VI, XI та XII збереглись повністю і мають лише незначні пошкодження. 8 фрагментів станом на тепер не опубліковані. Усі фрагменти датовані VII століттям до н. е.
- Учнівська копія, знайдена під час розкопок городища Султан-Тепе (Північна Месопотамія). Містить фрагменти VII і VIII пісень. Датована VII століттям до н. е.
- Фрагменти, знайдені під час розкопок міста Урука. Орієнтовно датовані VI століттям до н. е.

Порівняно із «старовавилонською» версією, в «ніневійській» присутній вступ, за першим віршем якого і з'явилась нова назва поеми — «Про того, хто бачив усе». Окрім того, ймовірно, в поеми з'явилась і кінцівка.
Первинно «ніневійська» версія закінчувалась XI піснею, кінцівка якої була кінцівкою поеми. Однак пізніше до нею було механічно додано XII пісню, яка має більш раннє походження. Вона є дослівним перекладом на аккадську мову шумерської поеми «Гільгамеш і Підземний світ».

#### Відмінності версій
«Старовавилонська» і «ніневійська» версії загалом схожі між собою. Їхній текст багато в чому збігається. Головні відмінності полягають в заміні низки слів (головно застарілі слова заміняються сучаснішими синонімами), а також у розширенні або скороченні тексту пісень. Розширення відбувалося або завдяки помноженню епічних формул (при чому деякі запозичувались із інших творів), або завдяки повторам. Також у низці випадків відбувалось переставлення деяких шматків тексту.
«Периферійна» версія суттєво відрізняється від двох інших — вона є коротшою. По суті, вона представляє не просто переклад «старовавилонської» версії, а повну її переробку. У ній присутні скорочення — ймовірно, в ній відсутні епізоди, що мали специфічне для Вавилона значення (наприклад, епізоди, що відбулись до появи Енкіду в Уруці, бесіди зі старійшинами тощо). Окрім того, з неї були вилучені моменти, неприйнятні з релігійної точки зору (зокрема, посоромлення богині Іштар). Як наслідок, «периферійна» версія фактично є новою поемою про Гільгамеша.

#### Склад і розвиток поеми
Найповніша версія «Епосу» записана на 12 шестиколонних табличках дрібним клинописом і містить близько 3 тисяч віршів. У сучасних перекладах тексту поеми прийнято поділяти її на 12 частин, кожна з яких позначається римською цифрою (від I до XII). Кожна частина, що називається таблицею або піснею, відповідає окремій табличці в «ніневійській» версії.
Подібний поділ первинно проводився механічно — коли не залишалося місця на одній табличці, починалась нова. Однак у «ніневійській» версії поділ на таблиці злагодженіший, на кожній із таблиць записана окрема пісня:
| Таблиця | Пісня                                           |
| ------- | ----------------------------------------------- |
| I       | Бешкет Гільгамеша та створення Енкіду           |
| II      | Прибуття Енкіду до Урука та дружба героїв       |
| III     | Приготування до походу проти Хумбаби            |
| IV      | Похід проти Хумбаби                             |
| V       | Битва з Хумбабою                                |
| VI      | Іштар і Гільгамеш. Боротьба з небесним биком    |
| VII     | Хвороба та смерть Енкіду                        |
| VIII    | Оплакування та похорон Енкіду                   |
| IX      | Мандрівка Гільгамеша до берега Світового Океану |
| X       | Переправа Гільгамеша через Океан                |
| XI      | Гільгамеш на острові Утнапіштіма. Повернення    |
| XII     | Виклик духа Енкіду з царства мертвих            |

У складі поеми можна виділити 4 пісні, які, за припусканням деяких дослідників, первинно були самостійними:
- «Енкідіада», яка повідає про героя-дикуна Енкіду, а також про те, як він прилучався до культури спокусившись Шамхат;
- похід проти Хумбаби (Хувави);
- епізод із Іштар, прототипом якої була шумерська богиня Інанна, а також бій із биком;
- подорож Гільгамеша в спробі здобути безсмертя.

Станом на тепер відомі прототипи пісень про похід проти Хумбаби та бій із биком, написані шумерською мовою. Однак під час створення «Епосу» ці пісні не могли бути механічно об'єднані, оскільки зв'язок між ними з точки зору ідеї та композиції добре продуманий і має глибокий філософський зміст. При цьому низка пісень про Гільгамеша, які автор «Епосу», ймовірно, повважав непідхожими для своїх цілей, включеними не були. Так не була використана пісня про Гільгамеша й Аггу.
Окрім пісень із героїчного епосу під час створення поеми використовувався і міфологічний епос. Зокрема використовувався текст із поеми «Похід Іштар до пекла».

## Дослідження та переклади «Епосу»
Літературні твори Дворіччя вивчаються головно двома групами спеціалістів:
- ассирологами та шумерологами, які свою основну увагу зосереджують на філологічній інтерпретації творів;
- літературознавцями та фольклористами, які інтерпретують переклади та викладення літературних пам'яток[26].

Початок дослідженню «Епосу» поклав Джордж Сміт, першовідкривач «Епосу». Саме він першим висловив припущення, що первинно «Епос» був створений шумерською мовою в Уруці. У 1884—1891 роках усі відомі до того часу фрагменти з «Епосом» були видані американським дослідником Паулем Гауптом.
Після знайдення «Епосу» розпочались дослідження тексту. Основи для цього заклав Петер Єнсен, який випустив фундаментальне видання транскрипцій і перекладів ассиро-вавилонських міфів та епічних текстів. Надалі за три чверті століття понад сотню фрагментів було розставлено в правильному порядку, а також уточнювався переклад збережних уривків.
У 1930 році Р. Кемпбелл-Томпсон здійснив нове видання промальовок фрагментів «Епосу», відомих до того часу. Надалі було знайдено багато інших фрагментів, а також опублікована низка шумерських прототипів «Епосу».
Дослідження «Епосу» триває і по тепер, його перекладено багатьма мовами, включно з українською. 1958 року в Парижі була організована міжнародна конференція, присвячена його дослідженню. 2003 року британський дослідник Ендрю Джордж випустив двотомне наукове видання «Епосу», що містило переклад знайдених пізніше фрагментів. Декілька років перед тим — популярне видання з аккадською та старовавилонською версіями, в яке включив також пов'язані з Гільгамешем шумерські прототипи, до якого був доданий клинописний текст.
У 1938 році був опублікований переклад «Епосу» німецькою мовою, здійснений А. Шоттом. Цей переклад був 1958 року перероблений В. фон Зодено. Він вважався класичним для німецької ассирології, але застарів, і в 2005 році вийшов новий переклад, що його зробив ассиролог Штефан Мауль і він здобув високу оцінку в інших ассирологів. 2009 року вийшов ще один переклад «Епосу» на німецьку мову, здійснений Вольфґанґом Релліґом.
Багато перекладачів намагались перекласти оригінальний текст поеми на європейські мови, зберігаючи її віршовану форму. Ці спроби не припиняються і по сьогодні. Існують переклади на німецьку, французьку, англійську, голландську, данську, іспанську, фінську, шведську, чеську, італійську, іврит, грузинську, вірменську та російську мови. Із останніх праць можна відмітити коментований переклад на французьку мову сходознавця Жана Боттеро (1992) і переклад, здійснений професорами Р. Ж. Турне та А. Шаффером.
Перший переклад «Епосу» з аккадської мови на російську 1961 року здійснив сходознавець І. М. Дьяконов. Ймовірно, саме з його перекладу на українську мову переклав Михайло Москаленко. 1966 року на українську мову «Епос» переклав американський українець Сергій Кіндзерявий-Пастухів, а в Україні цей переклад було вперше опубліковано аж 1992 року у віснику АН України.

## Культурний вплив «Епосу»

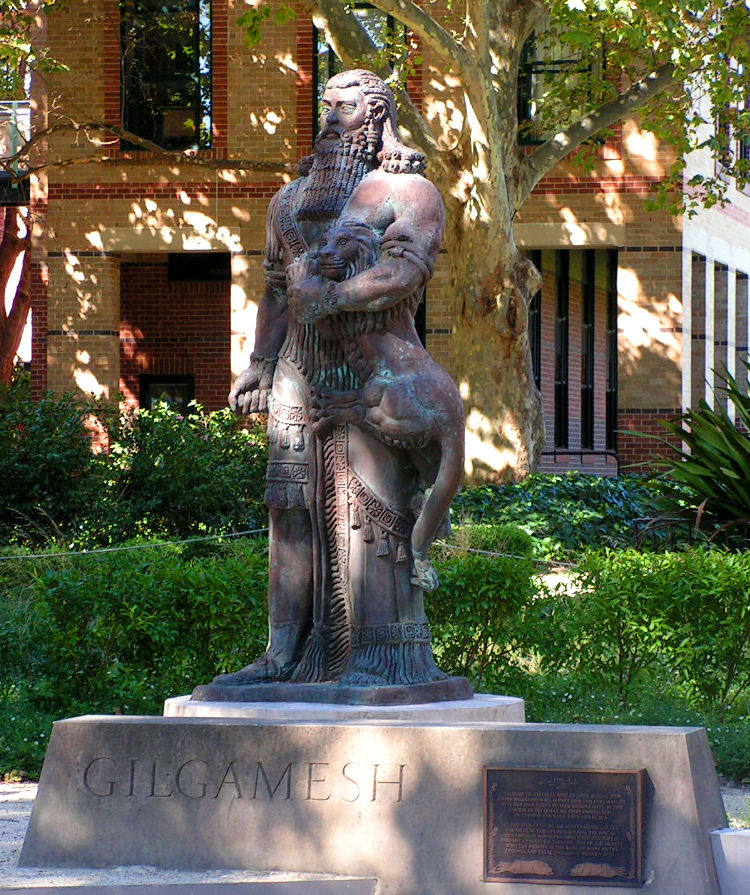
Статуя Гільгамеша. Сіднейський університет, Сідней, Австралія

«Епос про Гільгамеша» — одна найраніших епічних поем, що дійшли до нашого часу, і найбільший твір, записаний клинописом. Саме з шумерських оповідей про Гільгамеша почався розвиток віршованої епічної письмової літератури. «Епос» складає величезну цінність з художньої точки зору. Окрім того, завдяки йому можна прослідкувати розвиток вавилонської літератури, а також її взаємозв'язок із шумерською літературою. Відголоси оповідей про Гільгамеша трапляються і в пізніших творах, зокрема і в ранньому середньовіччі: в IX столітті сирійський письменник Теодор бар Конай згадував Гільгамеша як «Гелемгоса (Глігмоса)».
Відкриття оригіналу «Епосу» в другій половині XIX століття відродило цікавість до нього, з'явились і його переклади сучасними мовами. 1986 року французькою мовою був опублікований роман «Гільгамеш» канадського письменника Алена Ганьйона. «Епос про Гільгамеша» покладений в основу сюжету роману І. В. Масленкова «Серце подорожнього морок». На цю ж тему була поставлена низка вистав: «Гільгамеш» Славяна Вуйовіча в Будві (Чорногорія), «Епос про Гільгамеша» в Бедфордширському молодіжному театрі. Існують також музичні твори на основі «Епосу»: «Гільгамеш» Франко Баттіато (Італія), «Епос про Гільгамеша» Богуслава Мартіну (Чехія), «Гільгамеш» Пера Норгорда (Данія). Також існують музична містерія «Гільгамеш» Баррі Труакса (США), поставлена по лібрето У. Маранда, і музична драма «Гільгамеш» Ендрю Ордовера. Окрім того, «Епосу» присвячено велику кількість наукової та науково-популярної літератури.
Станіслав Лем взяв «Епос про Гільгамеша» за одну з основ оповідання «Гігамеш», що війшло в збірку «Абсолютний вакуум» (1971). Гільгамеш є головним героєм фантастичного циклу американського фантаста Роберта Сілверберга, до якого входить роман «Цар Гільгамеш» (1984) і 3 повісті — «Мандри Гільгамеша» (англ. Gilgamesh in the Outback, 1986), «Шарм мерзенства» (англ. The Fascination of the Abomination, 1987) і «Гільгамеш в Уруці» (англ. Gilgamesh in Uruk, 1988), які 1989 року були об'єднані в роман «До землі живих» (англ. To the Land of the Living).
«Епос про Гільгамеша» нерідко застосовують як порівняльний матеріал представники психоаналітичної, неоміфологічної та низки інших шкіл, використовуючи його для ілюстрації своїх теоретичних побудов. Зокрема, англійський дослідник Баура та радянський літературознавець Єлеазар Мелетинський, що розглядали проблеми походження та розвитку героїчного епосу, використовували «Епос» для ілюстрації своїх теоретичних побудов.
2014 року на честь головних героїв епосу названі два нововідкитих види мурах: Tetramorium gilgamesh і Tetramorium enkidu.
На відміну від греко-римської міфології, «Епос про Гільгамеша» як джерело сюжетів і мотивів був відкритий значно пізніше. Проте він надихнув багатьох митців на свою інтерпретацію міфу. Для прикладу тут можна згадати ораторію Богуслава Мартіну «Гільгамеш», або сонет «Гільгамеш» українського неокласика Миколи Зерова. Томас Манн у своїй тетралогії про Йосипа і його братів використав для інтерпретації легенди про Йосипа деякі сюжетні лінії з Гільгамеша. Інший німецький письменник Ганс Генні Яннс створив за мотивами епосу романний цикл «Ріка без берегів» (1949). 1998 року був опублікований роман «Гільгамеш» Штефана Грюндіса, а в 2001 році — однойменна драма Рауля Шрота. Телесеріал «Зоряний шлях» також у одній з серій використав деякі мотиви цього епосу. На «Епос про Гільгамеша» опирається основна сюжетна лінія серіалу «Gilgamesh». У образотворчому мистецтві до теми Епосу зверталися німецькі митці Віллі Баумайстер та Карло Шеллеманн. 2010 року з'явився графічний роман «Гільгамеш», ілюстрований Буркгардом Пфістером.
На думку українського фахівця історії Стародавнього Сходу О. П. Крижанівського, основна ідея епосу про Гільгамеша розкривається в таких рядках філософського характеру:
|  | Люта смерть не щадить людини: Чи навіки муруємо ми оселі? Чи навіки ставимо ми печаті? Чи навіки брати спадщину ділять? Чи навіки ненависть займається в людях? Чи навіки ріка несе свою повінь? Чи навіки з личинки виходить бабка? Зору, що стерпів би зори Сонця, Зроду-віку ще не бувало: Бранець і мертвий між собою подібні — Чи не смерті образ вони являють? Чи людина — володар? Коли Елліль благословить їх, Ануннаки збираються, боги великі, Мамет, що долю створила, разом з ними ухвалює долю: Вони смерть і життя судили, Не повідали смертного часу, А повідали: «жити живому!» |

## «Епос про Гільгамеша» та Біблія

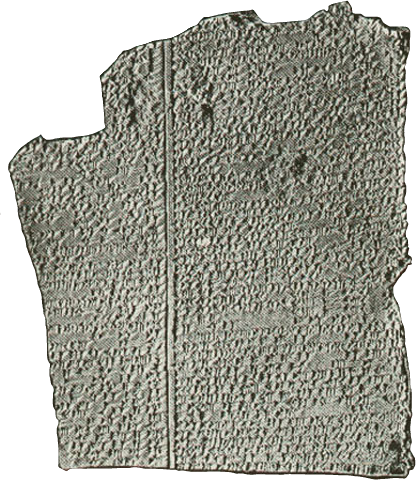
Табличка з описом потопу. Британський музей

Велику цікавість для дослідників складає розповідь про потоп, викладена в таблиці XI «Епосу» (рядки 9—199). В ньому Утнапіштім розповідає Гільгамешу про те, як він виявився єдиним вижилим у стихійному лиху. Уперше літературний переклад цього оповідання був опублікований у грудній 1872 року Джорджем Смітом під назвою «Уявлення халдеїв про потоп», і спричинив зацікавленість не лише у Великій Британії, але і у всьому світі.
1914 року Арно Пебель опублікував фрагмент шумерської таблички, в якому міститься опис потопу. Судячи зі всього, саме цей текст є першоджерелом розповіді про потоп, яку потім було органічно пов'язано з «Епосом».
Багато дослідників звернули увагу на відповідність опису потопу в «Епосі» зі Всесвітнім потопом, про який розповідається в Біблії, унаслідок чого висловлювалися припущення про те, що опис Всесвітнього потопу в Біблії відсилається саме до «Епосу про Гільгамеша». Ця гіпотеза використовувалась як один із аргументів для спростування богонатхненності Біблії.
У той же час із урахуванням того, що легенди про потоп існують у багатьох близькосхідних народів, існує гіпотези про те, що і «Епос», і Біблія запозичили свідчення про потоп зі спільного джерела.
Дослідники знаходять у Біблії й інші паралелі з «Епосом». Зокрема існує схожість між історіями Енкіду і Шамхат і біблійською оповіддю про Адама та Єву. Слова господарки богів Сідурі Гільгамешу (таблиця X) фактично переказуються в «Книзі Проповідника» (Екл 9:7—10).

## Публікації

### Клинописні тексти, транскрипції з аккадської мови
- Haupt Р. Das babylonische Nimrod-Epos. — Leipzig, 1884—1890. (Без транскрипції).
- Jensen P. Assyrisch-babylonische Mythen und Epen. Keilinschriftliche Bibliothek, VI, 1. — Berlin, 1900. (Без клинописного тексту).
- Meissner В. Ein altbabylonisches Fragment des Gilgamosepos. Mitteilungen der Vorderasiatischen Gesellschaft, VII. — Leipzig, 1902.
- Dhorme E. Choix des textes religieux assyro-babyloniens. — Paris, 1907. (Без клинописного тексту).
- Langdon S. Tha Epic of Gilgamish. Publications of the Babylonian Section of the University Museum of the University of Pennsylvania, X, 3. — Philadelphia, 1917.
- Ebeling E. Keilschrifttexte aus Assur Religiösen Inhalts. 28—34. Wissenschaftliche Veröffentlichung der Deutschen Orient-Gesellschaft. — Leipzig, 1915—1919.
- Jastrow M., Clay A. An Old Babylonian Version of the Gilgamesh Epic, Yale Orienial Series, Researches, IV, 3. — New Haven, 1920.
- Hrozný В. Keilschrifttexte aus Boghazköy, VI. — Leipzig, 1921.
- Keilschrifturkunden aus Boghazköy, IV. — Berlin, 1922.
- Keilschrifturkunden aus Boghazköy, VIII. — Berlin, 1924.
- Campbell Thompson R. The Epic of Gilgamish.. — Oxford, 1930.
- Gurney O. R. Two Fragments, from the Epic of Gilgamesh from Sultan Tepe. Journal of Cuneiform Studies, VIII, 3. — 1954. — P. 87, 39.
- Gurney O. R., Finkelstein J. J. The Sultantepe Tablets, I. — London, 1957. (Без транскрипції).
- Bauer Th. Ein viertes altbabylonisches Fragment des Gilgames-Epos. Jpurnal of Near Eastern Studies, XVI, 4. — 1957. — 254 p.
- Van Dijk J. J. Textes divers du Musée de Baghdad, II. «Sumer», XIII. — 1957. — 65 p.
- Van Dijk J. J. Un songe d'Enkidu. «Sumer», XIV. — 1958. — 114 p.
- Goetze A., Levy S. Fragment of the Gilgamesh Epic from Megiddo, «'Atiqot», II. — 1959. — 121 p.

### Шумерські тексти (транскрипції та переклади)
- Kramer S. N. Gilgamesh and the Huluppu-tree / Oriental Institute of Chicago, Assyriological Studies, № 10. — Chicago, 1938.
- Kramer S. N. The Death of Gilgamesh / Bulletin of the American Schools of Oriental Research, 94. — 1944.
- Kramer S. N. Gilgamesh and the Land of the Living / Journal of Cuneiform Studies, I, 1. — 1947.
- Kramer S. N. Gilgames and Agga / American Journal of Archaeiogy, LIII, 1. — 1949.
- Van Dijk J. J. A. Textes divers. Tabulae cuneiformae a F. M. T. de Liagre Böhl collectae, II. — Leiden, 1957.

### Переклади «Епосу»
- Jensen P. Assyrisch-babylonische Mythen und Epen. «Keilinschriftliche Bibliothek», VI, 1. — Berlin, 1900.
- Dhorme Р. Choix de textes réligieux assyro-babyloniens. — Paris, 1907.
- Gressmann H. Altorientalische Texte zum Alten Testament. — Leipzig, 1909.; 2-е переработанное изд.: Leipzig, 1926. (Переклад Е. Ебелінґа).
- Gressmann H., Ungnad A. Das Gilgamesch-Epos. — Gôttingen, 1911. (Переклад А. Унгнада).
- Ungnad A. Die Religion der Babylonier und Assyrer. — Jena, 1921.
- Campbell Thompson R. The Epic of Giigamish. — Oxford, 1928.
- Schott A. Das Gilgamesch-Epos. — Leipzig, 1938.; друге, повністю перероблене В. фон Зоденом видання: Stuttgart, 1958.
- de Liagre Böhl F. M. Th. Het Gilgamesj Epos. Nationaal heldendicht van Babylonia. — Amsterdam, 1941.; 2-ге видання: Amsterdam, 1952; 3-тє перероблене видання: Amsterdam, 1958 (з обширним коментарем).
- Heidel A. The Gilgamesh Epic and Old Testament Parallels. — Chicago, 1944..
- Pritchard J. B. Ancient Near Eastern Texts relating to the Old Testament. — Princeton, 1950.; 2-ге перероблене видання: Princeton, 1955. (Переклад Е. Α. Спайзера; там же переклад частини шумерських поем про Гільгамеша С. Н. Крамера).
- Matouš L. Epos о Gilgamešovi. — Praha, 1958.
- Furlani G. Miti babilonesi e assiri. — Roma, 1958.
- The Babylonian Gilgamesh Epic: Introduction, Critical Edition, and Cuneiform Texts / Andrew George[en]. — Oxford University Press, 2003. — Vol. 1. — 986 p. — ISBN 978-0-199-27841-1.
- The Babylonian Gilgamesh Epic: Introduction, Critical Edition, and Cuneiform Texts / Andrew George[en]. — Oxford University Press, 2003. — Vol. 2. — 986 p. — ISBN 978-0-199-27842-8.

#### Українською мовою
- Кантата Ґільґамеш (укр.) (ерз.)
- Про того, хто бачив усе… Епос про Гільгамеша. З аккадської переклали Ігор Дьяконов та Михайло Москаленко // На ріках Вавилонських: З найдавнішої літератури Шумеру, Вавилону, Палестини. — К., 1991. — С. 98 — 151. Переклад, схоже, зроблений М. Москаленком з російського перекладу І. Дьяконова. Найдоступніший завдяки досить великому накладу книги.
- Гільгамеш. Пер. С. Кіндзерявий-Пастухів // Вісник АН України. — 1992. — № 1. Переклад з аккадської.
- Дибко Ірина. Гільгамеш: поема. — Кліфтон, 1984. — 93 с. Це, власне, не переклад, а вільний переспів. Годиться лише для загального ознайомлення з сюжетом.